# Tiziana Ghiglioni canta Luigi Tenco
Tiziana Ghiglioni canta Luigi Tenco è un album tributo a Luigi Tenco della cantante italiana Tiziana Ghiglioni uscito nel 1994.

## Tracce
I brani sono composti da Luigi Tenco eccetto dove indicato diversamente.
1. Intro (dell'incanto spezzato):Ciao Amore Ciao (Petrin/Piangiarelli/Tenco)
2. Ciao amore ciao
3. Lontano, lontano
4. Ho capito che ti amo
5. Quando
6. Mi sono innamorato di te
7. Il tempo dei limoni
8. Vedrai, vedrai
9. Un giorno dopo l'altro
10. Se stasera sono qui
11. Mr. T  (Ghiglioni/Petrin)
12. E venne il vento  (Petrin/Piangiarelli)
13. Angela
14. Mi sono innamorato di te
15. Our Love Is Here to Stay (George Gershwin, Ira Gershwin)
16. Vedrai, vedrai

## Musicisti
- Pianoforte: Umberto Petrin;
- Tromba e flicorno: Paolo Fresu;
- Sax alto e clarinetto basso: Gianluigi Trovesi;
- Canto: Tiziana Ghiglioni